# Copa de Bélgica 2015-16
La Copa de Bélgica 2015-16, llamada Copa Croky por motivos de patrocinio, fue la 61.ª temporada de la competición anual de copa de fútbol de Bélgica. La competición comenzó el 24 de julio de 2015 y finalizó con la final el 20 de marzo de 2016. El ganador de la competición se clasificó para la fase de grupos de la UEFA Europa League 2016-17. El Brujas fue el campeón defensor. 
La competición contó con la participación de 294 equipos de las divisiones Primera, Segunda, Tercera y los equipos filiales de otros clubes aunque jueguen en dichas categorías. 

## Primera ronda
La primera ronda del torneo la disputaron los cuarenta y tres equipos de Segunda División B y Tercera División, de los cuales siete quedaron exentos. La eliminatoria se decidió a partido único el 4 de septiembre de 2013, en el campo de los clubes cuyas bolas del sorteo fueron extraídas en primer lugar.
| Local             | Resultado          | Visitante               |
| ----------------- | ------------------ | ----------------------- |
| KJV Kruibeke      | 2 - 1              | KVE Drongen             |
| RC Lauwe          | 0 - 4              | KSV De Ruiter Roeselare |
| KFC Baal          | 0 - 0 (pen. 4 - 2) | Léopold                 |
| Lummen            | 0 - 5              | K Beringen FC           |
| VV Sparta Ursel   | 0 - 1              | KSK Lebbeke             |
| Lindelhoeven VV   | 0 - 4              | Spouwen Mopertingen     |
| Eendracht Termien | 0 - 5              | RC Hades                |
| TK Meldert        | 2 - 2 (pen. 4 - 3) | Laarne-Kalken           |
| KFC Zwarte Leeuw  | 7 - 0              | SV Grasheide            |
| Herk              | 1 - 2              | Zonhoven                |
| Huy               | 3 - 0              | Condruzien              |
| Eprave            | 0 - 0 (pen. 5 - 3) | Paliseulois             |
| La Roche          | 7 - 0              | Aubange                 |
| Longlier          | 3 - 0              | Bièvre                  |
| Givry             | 8 - 0              | Jeunesse Freylangeoise  |
| Waremme           | 3 - 0              | JS Fizoise              |
| Club              | -                  | Club                    |

## Segunda ronda
| Local | Resultado | Visitante |
| ----- | --------- | --------- |
| Club  | -         | Club      |

## Tercera ronda
| Local | Resultado | Visitante |
| ----- | --------- | --------- |
| Club  | -         | Club      |

## Cuarta ronda
| Local | Resultado | Visitante |
| ----- | --------- | --------- |
| Club  | -         | Club      |

## Quinta ronda
| Local | Resultado | Visitante |
| ----- | --------- | --------- |
| Club  | -         | Club      |

## Dieciseisavos de final
| 22 de septiembre | KVC Westerlo                                  | 3:2 (1:0) | Cercle Brugge (2)                     | Estadio Het Kuipje, Westerlo                             |                                                          |
|                  | Eduards Višņakovs 7' 90' · Khaleem Hyland 85' |           | Mathieu Maertens 51' · Ivan Yagan 61' | Asistencia: 800 espectadores Árbitro(s): Jonathan Lardot | Asistencia: 800 espectadores Árbitro(s): Jonathan Lardot |

| 22 de septiembre | Zulte Waregem                  | 2:0 (2:0) | Union Saint-Gilloise (2) | Regenboogstadion, Waregem |  |
|                  | Stephen Buyl 3' · Onur Kaya 9' |           |                          |                           |  |

| 23 de septiembre | Lokeren | 6:2 (4:0) | Deux Acren (3)                             | Daknamstadion, Lokeren |  |
|                  | Mijat Marić 15' · Mohammad Ghadir 29', 42' · Filip Starzyński 38' · Besart Abdurahimi 61' · Eugene Ansah 86' |           | Bassalia Sakanoko 52' · Tevin Kabeya 90+1' |                        |  |

| 23 de septiembre | Anderlecht                                                         | 3:1 (0:0) | Spouwen-Mopertingen (4) | Estadio Constant Vanden Stock, Anderlecht |  |
|                  | Youri Tielemans 65' · Leander Dendoncker 89' · Matías Suárez 90+2' |           | Moussa Diallo 75'       |                                           |  |

| 23 de septiembre | KRC Genk                                                                                                | 5:2 (4:0) | Dessel Sport (2)                       | Cristal Arena, Genk |  |
|                  | Enes Ünal 9' · Christian Kabasele 16' · Sébastien Dewaest 27' · Leon Bailey 45+3' · Igor de Camargo 70' |           | Jari Breugelmans 60' · Hans Hannes 62' |                     |  |

| 23 de septiembre | KV Kortrijk                                                                         | 5:0 (1:0) | Olsa Brakel (3) | Guldensporen Stadion, Kortrijk |  |
|                  | Stijn De Smet 5', 71' · Tomislav Kiš 75' · Michaël Lallemand 82' · Hervé Kage 90+1' |           |                 |                                |  |

| 23 de septiembre | Mechelen         | 1:0 (1:0) | WS Bruxelles (2) | Stadion Achter de Kazerne, Malinas |  |
|                  | Edin Cocalić 22' |           |                  |                                    |  |

| 23 de septiembre | Waasland-Beveren                     | 2:1 (1:1) | FCV Dender EH (2)   | Freethiel Stadion, Beveren |  |
|                  | Thibaut Moulin 35' · Livio Nabab 68' |           | Patrick Dimbala 44' |                            |  |

| 23 de septiembre | Charleroi                                                | 3:0 (2:0) | Wallonia Walhain (3) | Stade Charleroi, Charleroi |  |
|                  | Jérémy Steens 18' · David Pollet 42' · Jérémy Perbet 86' |           |                      |                            |  |

| 23 de septiembre | KAA Gent                                                               | 3:0 (1:0) | Eupen (2) | Ghelamco Arena, Gante |  |
|                  | Nicklas Pedersen 42' · Benito Raman 63' · Hannes Van der Bruggen 90+3' |           |           |                       |  |

| 23 de septiembre | KMSK Deinze (2) | 0:2 (0:1) | Mouscron-Péruwelz                      | Burgemeester Van de Wielestadion, Deinze |  |
|                  |                 |           | Tozé Marreco 32' · Marin Jakoliš 90+2' |                                          |  |

| 23 de septiembre | Patro Eisden Maasmechelen (2) | 0:4 (0:3) | Brujas                                                       | Patro Stadion, Maasmechelen |  |
|                  |                               |           | Hans Vanaken 3', 63' · Thomas Meunier 26' · Jelle Vossen 38' |                             |  |

| 23 de septiembre | Sint-Truidense     | 1:0 (0:0) | Bocholter VV (3) | Stayen, Sint-Truiden |  |
|                  | Jean-Luc Dompé 73' |           |                  |                      |  |

| 23 de septiembre | OH Leuven                                                           | 3:2 (3:1) | Lommel United (2)                             | Den Dreef, Leuven |  |
|                  | Leandro Trossard 6' · Alessandro Cerigioni 35' · Romero Regales 40' |           | Wouter Scheelen 33' · Christophe Bertjens 53' |                   |  |

| 23 de septiembre | KVV Coxyde (2)                           | 2:3 (1:2) | Standard Lieja                                | Henri Houtsaegerstadion, Koksijde |  |
|                  | Tjendo De Cuyper 13' · Karel Ternier 49' |           | Jorge Teixeira 12', 21' · Christian Brüls 81' |                                   |  |

| 23 de septiembre | Oostende | 0:2 (1:0) | Royal Antwerp (2)                    | Albertpark, Ostend |  |
|                  |          |           | William Owusu 22' · Maxime Biset 71' |                    |  |

## Octavos de final
| 1 de diciembre de 2015 | KAA Gent         | 1:0 (1:0) | Zulte Waregem | Ghelamco Arena, Gante |  |
|                        | Benito Raman 20' |           |               |                       |  |

| 2 de diciembre de 2015 | KRC Genk                                      | 1:1 (1:0) (5:4 p.)         | Charleroi                                      | Cristal Arena, Genk |  |
|                        | Thomas Buffel 28'                             |                            | Clément Tainmont 73'                           |                     |  |
|                        |                                               | Tiros desde el punto penal |                                                |                     |  |
|                        | Buffel · Kebano · Bailey · Schrijvers · Walsh |                            | Marcq · Stevance · Ferber · Penneteau · Perbet |                     |  |

| 2 de diciembre de 2015 | Mouscron-Péruwelz    | 1:0 (1:0) | OH Leuven | Stade Le Canonnier, Mouscron |  |
|                        | François Marquet 16' |           |           |                              |  |

| 2 de diciembre de 2015 | Mechelen                | 2:1 (1:1) | Waasland-Beveren   | Argosstadion Achter de Kazerne, Mechelen |  |
|                        | Nicolas Verdier 8', 54' |           | Zakaria M'Sila 21' |                                          |  |

| 2 de diciembre de 2015 | KVC Westerlo                                                   | 1:1 (0:0) (5:4 p.)         | Royal Antwerp (2)                                            | Het Kuipje, Westerlo |  |
|                        |                                                                | Tiros desde el punto penal |                                                              |                      |  |
|                        | Daems · Gounongbe · Hyland · Višņakovs · Mustoe · Apau · Koffi |                            | Dequevy · Dufer · Hairemans · Dom · Colpaert · Biset · Binst |                      |  |

| 2 de diciembre de 2015 | Standard Lieja                            | 2:0 (2:0) | Sint-Truidense | Stade Maurice Dufrasne, Lieja |  |
|                        | Sambou Yatabaré 19' · Dino Arslanagic 44' |           |                |                               |  |

| 2 de diciembre de 2015 | KV Kortrijk                                                                     | 4:2 (3:1) | Anderlecht                           | Guldensporen Stadion, Kortrijk |  |
|                        | Benoît Poulain 10' · Maxime Chanot 26' · Lukas Van Eenoo 31' · Adam Marušić 48' |           | Imoh Ezekiel 36' · Steven Defour 64' |                                |  |

| 3 de diciembre de 2015 | Brujas                | 1:0 (0:0) | Lokeren | Jan Breydel Stadium, Brujas |  |
|                        | Stefano Denswil 90+3' |           |         |                             |  |

## Cuartos de final
| 16 de diciembre de 2015 | KRC Genk                 | 2:1 (2:0) | Mouscron-Péruwelz | Cristal Arena, Genk |  |
|                         | Neeskens Kebano 36', 44' |           | David Hubert 90'  |                     |  |

| 16 de diciembre de 2015 | KVC Westerlo | 0:2 (0:1) | Brujas                  | Estadio Het Kuipje, Westerlo |  |
|                         |              |           | Abdoulay Diaby 18', 73' |                              |  |

| 16 de diciembre de 2015 | KAA Gent             | 1:0 (1:0) | Mechelen | Ghelamco Arena, Gante |  |
|                         | Brecht Dejaegere 11' |           |          |                       |  |

| 17 de diciembre de 2015 | Standard Lieja                          | 2:0 (2:0) | KV Kortrijk | Estadio Maurice Dufrasne, Lieja |  |
|                         | Jorge Teixeira 9' · Mathieu Dossevi 36' |           |             |                                 |  |

## Semifinales

#### Ida
| 20 de enero de 2016 | Standard Lieja                  | 2:0 (2:0) | KRC Genk | Stade Maurice Dufrasne, Lieja   |                                 |
|                     | Edmilson 6' · Adrien Trebel 36' |           |          | Asistencia: 16,982 espectadores | Asistencia: 16,982 espectadores |

| 21 de enero de 2016 | KAA Gent                               | 2:1 (0:1) | Brujas             | Ghelamco Arena, Gante           |                                 |
|                     | Brecht Dejaegere 60' · Sven Kums 90+2' |           | Abdoulay Diaby 39' | Asistencia: 19,999 espectadores | Asistencia: 19,999 espectadores |

#### Vuelta
| 2 de febrero de 2016 | KRC Genk          | 1:1 (1:1) | Standard Lieja    | Cristal Arena, Genk            |                                |
|                      | Nikos Karelis 20' |           | Adrien Trebel 28' | Asistencia: 8,652 espectadores | Asistencia: 8,652 espectadores |

| 3 de febrero de 2016                               | Brujas             | 1:0 (1:0) | KAA Gent | Jan Breydel Stadium, Brujas |  |
|                                                    | Abdoulay Diaby 22' |           |          |                             |  |
| Brujas clasifica por la regla del gol de visitante |                    |           |          |                             |  |

## Final
| 20 de marzo de 2016 | Brujas            | 1:2 (1:1) | Standard Lieja                        | King Baudouin Stadium, Bruselas                           |                                                           |
|                     | Lior Refaelov 27' |           | Jean-Luc Dompé 17' · Ivan Santini 88' | Asistencia: 50,093 espectadores Árbitro(s): Johan Verbist | Asistencia: 50,093 espectadores Árbitro(s): Johan Verbist |

| Uniformes | Uniformes |
| --------- | --------- |
|           |           |

Campeón
 
Standard Lieja
7mo título
- Datos: Q20650284